# Рухча-1
Рухча-1 (біл. Рухча 1) — село в Білорусі, у Столинському районі Берестейської області. Орган місцевого самоврядування — Рухчанська сільська рада.

## Населення
За переписом населення Білорусі 2009 року чисельність населення села становила 249 осіб.

## Особистості

### Народилися
- Матюх Микола Кузьмич («Чумак», 1920 — 23 липня 1949), заступник підрайонного провідника «Вовка» (М. Рогового) ОУН[2].